# 托爾金奇幻小說集
《托爾金奇幻小說集》（英語：Tales from the Perilous Realm，直譯：《危險國度的故事》）是J·R·R·托爾金的作品選集，1997年由哈潑柯林斯在英國出版。

## 內容
1997年的第一版收錄了以下的托爾金短篇作品：
- 《哈莫農夫吉爾斯（英语：Farmer Giles of Ham）》
- 《尼格爾的葉子》
- 《湯姆·龐巴迪歷險記》
- 《大伍頓的史密斯》

2008年的新版除增收《羅佛蘭登》和《論童話故事》兩部作品之外，還包含了艾倫·李的插圖和一篇學者湯姆·希比寫的前言。